# ABC群島
ABC群島是阿魯巴（Aruba）、博奈尔（Bonaire）和库拉索（Curaçao）三個島的簡稱，它們為加勒比地区背风安的列斯群岛中位於最西面的三個島嶼。從西至東，島嶼的排列順序分別為：阿魯巴、库拉索和博奈尔。
這三個島皆為荷兰王国的一部分，但不為欧洲联盟的成員之一，反而屬於歐洲聯盟特別領域的其中一個領土。阿魯巴和库拉索皆為荷兰王国中自治的構成國，而博奈尔則是荷蘭加勒比區的一個公共实体。

## 歷史
部份學者認為ABC群島由克里斯托弗·哥伦布帶領的船隊中的一個船長阿隆索·德·奥赫达發現，他於1499年5月登陸库拉索。他將ABC群島命名為「巨人之島」，因島上的原住民身材高大，所以以此命名。有紀錄以來第一個發現ABC群島的人是亚美利哥·韦斯普奇，他的製圖師胡安·德拉科薩首次將島嶼紀錄到地圖上。西班牙的殖民者因在ABC群島附近地區找不到任何值錢的物品，因此拐了島上多數的原住民去伊斯帕尼奥拉岛在農園中工作。到了1527年，西班牙的傳教士將天主教傳入ABC群島，並在這裡建立了政府。
在1634年，荷兰跟西班牙爭奪並獲得了ABC群島的管轄權，因此ABC群島從此成了荷兰王国的一部分。荷蘭西印度公司在此群島附近發展，並在库拉索建立了港口。1863年，奴隸貿易被廢除，ABC群島的經濟發展因此受到嚴重打擊。20世紀前葉，委內瑞拉成為主要的產油國，因此ABC群島的經濟得以復甦，也在島上建立了多家煉油廠。
ABC群島在1954年成為荷属安的列斯的一部分，並在荷蘭王國內擁有政治自主權。1986年，阿魯巴從荷属安的列斯退出，成為荷蘭王國的構成國。在2010年10月10日，荷属安的列斯解体後，库拉索也跟阿魯巴一樣成為構成國。而波内赫成為荷蘭本體的一個特別行政區，但在欧洲联盟中，還是屬於歐洲聯盟特別領域的領土。

## 地理
ABC群島為背风安的列斯群岛的一部分，其為小安的列斯群岛最西端的群島。該群島位於委內瑞拉的法尔孔州北方。雖然它們位於南美洲板塊上，但政治上來說，ABC群島與加勒比海其他的島嶼一樣屬於北美洲的一部分。
ABC群島中的「ABC」並不是指三個島嶼的地理位置順序，而是三個島嶼開頭為A，B和C，剛好為拉丁字母的首三個字母。從西到東，三個島嶼的排列順序分別為：阿魯巴、庫拉索和波內赫。
阿魯巴是一個平坦的島嶼，因此暴露在加勒比海的洋流之中。而另一方面，庫拉索和波內赫皆被暗礁所環繞，因此相較於阿魯巴來說，較不容易受到大西洋的熱帶氣旋影響。而庫拉索和波內赫的珊瑚礁在當地皆為熱門的旅遊景點。

## 語言
荷蘭語基本上來說一直以來都是ABC群島的官方語言，但在這裡又發展出一種新的克里奧爾語稱為帕皮阿门托语。與其他的克里奧爾語不同，這種語言的使用人數反增不減，並在2007年3月7日成為官方語言。但帕皮阿门托语的起源仍然是個謎，不同學者提出帕皮阿门托语可能源自於西班牙文，但也可能源自於葡萄牙文。

## 外部連結
- Infobonaire.com（页面存档备份，存于）
- ABC Islands Compared - a travel essay by Attila Narin（页面存档备份，存于）
- Map of the region
- Map of the islands